# 西村規矩

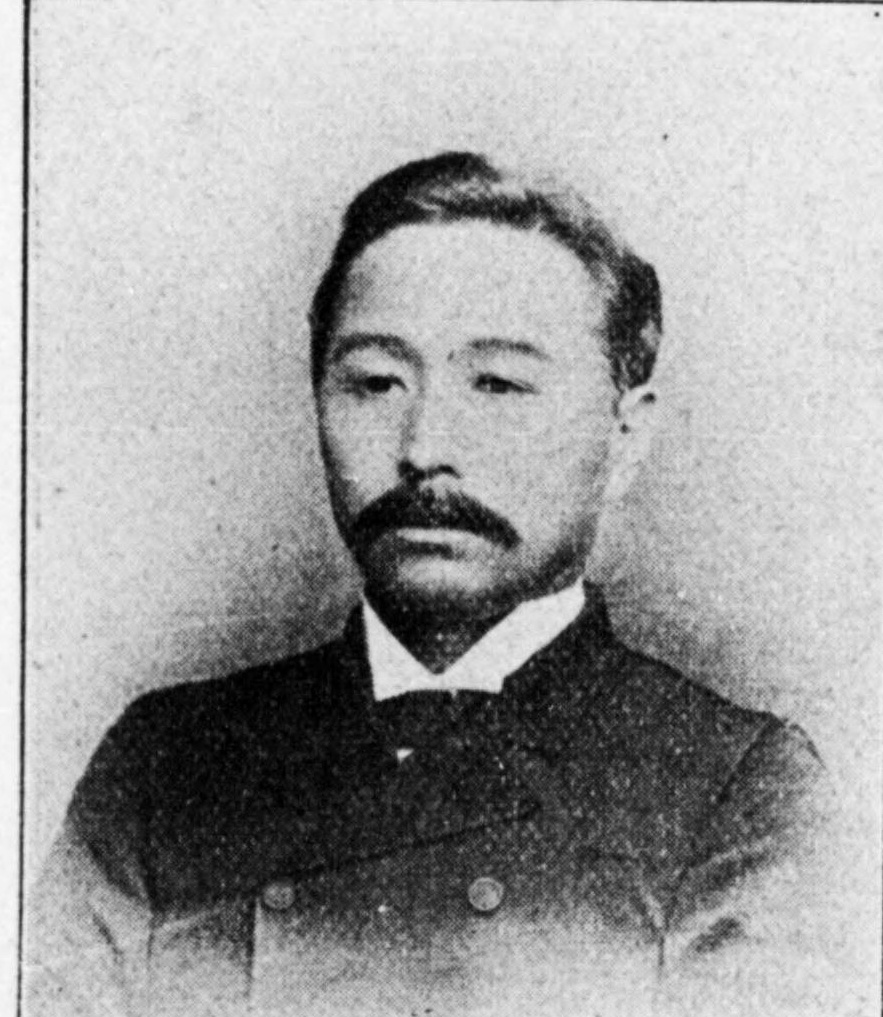
西村規矩

西村 規矩（にしむら きく、1858年3月31日（安政5年2月17日）- 1903年（明治36年）3月30日）は、明治期の農業経営者、実業家、政治家。衆議院議員。旧姓・牟田。

## 経歴
肥前国彼杵郡矢上村（長崎県東彼杵郡矢上村、東長崎町を経て現長崎市）で牟田逸馬の二男として生まれる。1877年（明治10年）西村或之助の養子となる。漢籍を修めた。1877年（明治10年）長崎英語学校普通科を卒業。その後上京して、津田仙の学農社で学び、1880年（明治13年）に卒業した。1886年（明治19年）1月、家督を相続。農業、酒造業を営む。西村製糸場を経営し、諫早銀行頭取、矢上教育銀行監査役、大成社取締役なども務めた。
長崎県会議員に選出され4期在任。1902年（明治35年）8月、第7回衆議院議員総選挙（長崎県郡部、憲政本党）で初当選し、1903年（明治36年）3月の第8回総選挙（長崎県郡部、憲政本党）でも再選されたが、同月30日に死去した。